# Roussalka
Pour les articles homonymes, voir Roussalka (homonymie).

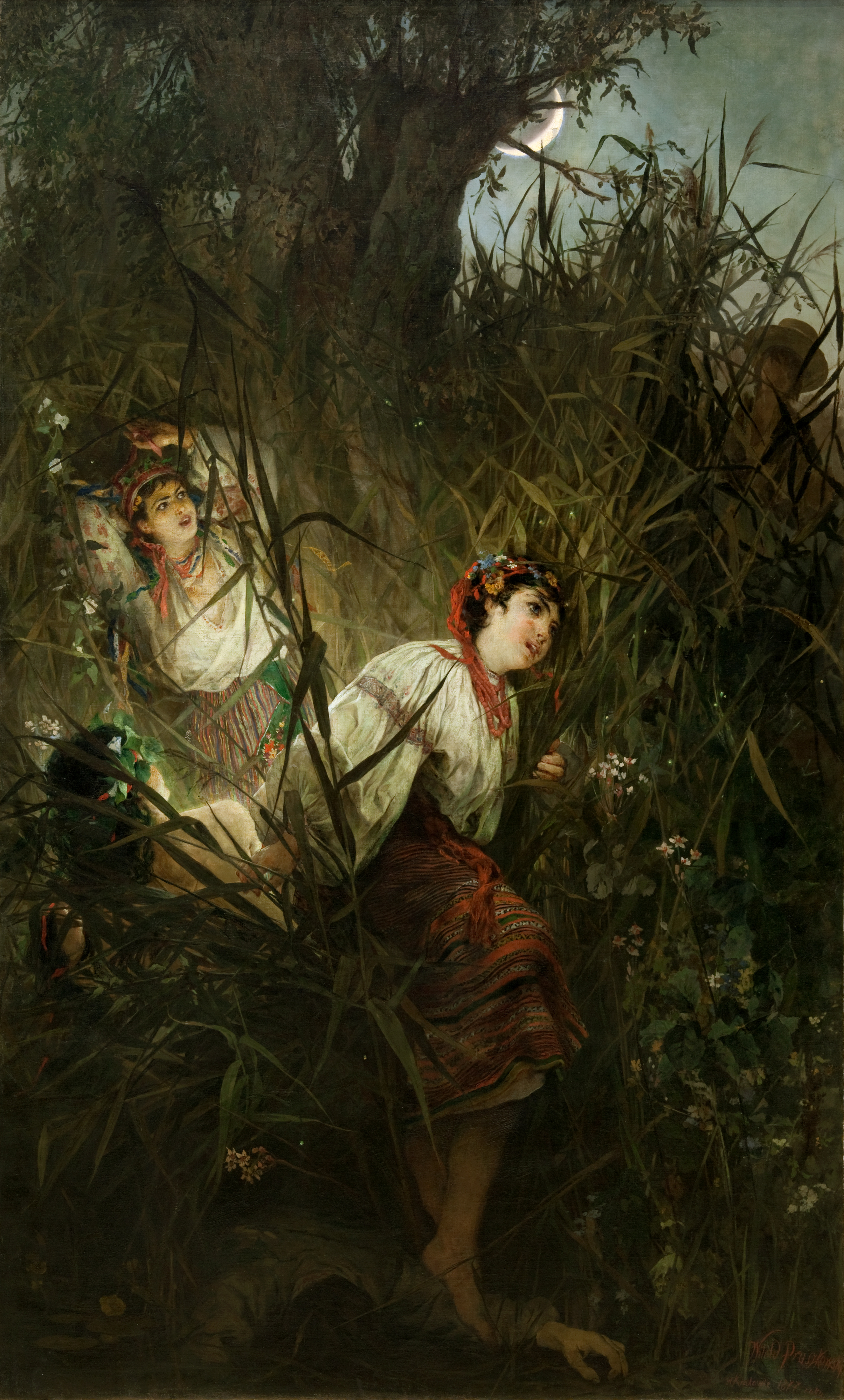
Rusałki (1877), par Witold Pruszkowski.

Dans la mythologie slave, les roussalki (pluriel du russe : русалка, roussalka) sont des êtres fantastiques, proches des naïades ou sirènes de l’Antiquité, des fées, ondines, succubes ou dames blanches du Moyen Âge occidental. Presque toujours au pluriel dans la tradition populaire, le personnage est devenu un singulier dans la littérature (roussalka) et l’opéra (voir la Rusalka d’Antonín Dvořák). Selon l’historien des religions Mircea Eliade, il s’agit de résurgences du culte de Diane. De plus, son équivalent masculin pourrait être le vodnik.

## La tradition populaire paysanne des Slaves orientaux
Elles ont été étudiées de façon fondamentale dans le livre de Dmitri Konstantinovitch Zelenine. On en trouve une bonne description dans deux livres de Lise Gruel-Apert.
Le terme « roussalka », mis à l'honneur par Pouchkine, n'est pas le seul à désigner ces êtres. On trouve également : mavki, loskotovki, koupalki. En Russie ancienne, on les appelait bereghini. Ces figures existent également dans les autres pays slaves, sous des noms parfois différents. Les vili serbes sont particulièrement réputées.

### Différentes sortes de roussalki

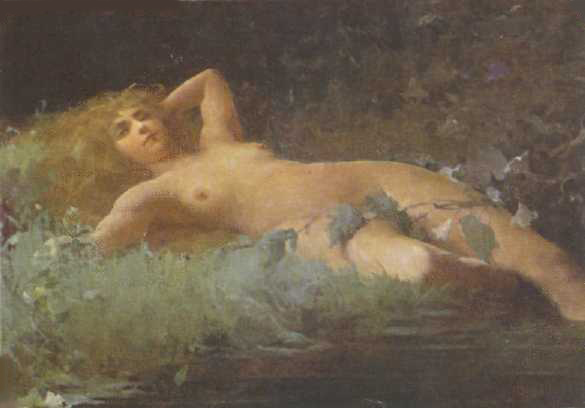
Ivan Gorohov, Roussalka, 1912.

Les roussalki peuvent être jeunes et belles ou vieilles et repoussantes, et même passer du premier état au second. Dans le premier cas, elles se distinguent par leur légèreté qui leur permet de passer sans encombre d'une branche d'arbre à une autre, par leurs longs cheveux, épais, verts ou roux, par leur voix suave dont il faut se méfier. Dans le second cas, elles sont de dimensions impressionnantes, avec des seins pendants et un bâton crochu avec lequel elles harponnent les passants. Elles peuvent aussi se présenter sous la forme de petits animaux (belette, écureuil…) ou d'un poisson, etc.
Quelle est leur provenance ? Ce sont : des jeunes filles maudites par leurs parents, des suicidées, des noyées, des jeunes filles s'étant égarées dans la forêt, des jeunes filles mortes pendant la semaine de la Trinité, dite Roussalnaïa (voir plus bas), des enfants volés par le diable, des enfants morts avant le baptême et portant le nom de mavki. Pour Zélénine, ce sont des mortes de mort non naturelle. Si les jeunes vivent en bandes, les vieilles préfèrent la solitude.

### Habitat, mœurs des roussalki
Conformément à la géographie slave, elles vivent dans les eaux douces (et non dans la mer). L'hiver, elles ne sont pas dangereuses car elles habitent dans leurs palais de cristal au fond des rivières et des lacs. Elles n'en sortent que pour la Trinité et se répandent alors dans les bois et les champs. C'est à ce moment-là qu'elles sont actives et dangereuses.

### La semaine Roussalnaïa
C'est la semaine qui précède ou suit la Trinité, moment de leur plus grande activité. Cachées dans les épis de seigle, elles épient les passants et, si elles peuvent se saisir de l'un d'eux, elles l'entourent en riant et le chatouillent jusqu'à ce qu'il périsse dans les convulsions du rire. Tout imprudent qui se baigne pendant cette semaine fatidique est entraîné par elles au fond de l'eau. Le jeudi de cette semaine, appelé la « Pâques des Roussalki », elles manifestent une vindicte insatiable : elles observent si on leur porte des offrandes à la lisière des champs et elles s'en prennent aux villageois qui oublient de leur rendre cet hommage. Ceci est particulièrement vrai pour les mavki ou enfants morts avant le baptême : ils épient leurs mères et les attaquent si elles ne les commémorent pas. Il y a ce jour-là interdiction de travailler, sous peine de mettre au monde un enfant mal formé.

### Les bons côtés des roussalki

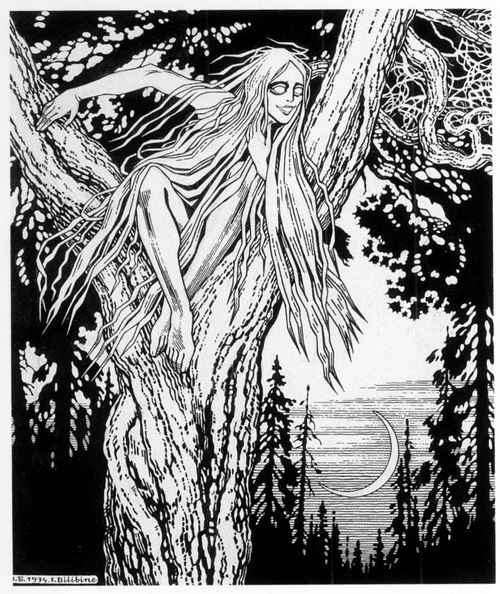
Roussalka (Ivan Bilibine, 1934).

Elles ne sont pas uniquement hostiles. L'une d'elles peut tomber amoureuse d'un jeune homme, l'entraîner au fond de l'eau et en faire son amant. Il n'en reviendra pas ou en gardera une nostalgie éternelle. Ne possédant pas de vêtements, elles sont reconnaissantes aux villageoises qui leur en apportent en offrande et peuvent les remercier par quelque don, comme l'art de bien chanter ou celui d'avoir des doigts de fée. On peut même, si on réussit à l'attraper, en marier une, à la condition de parvenir à lui passer la croix autour du cou. Cependant, elle repartira nécessairement à la fête suivante des roussalki (la semaine Roussalnaïa).

### Moyens de protection contre les roussalki
Pendant la semaine Roussalnaïa, il est préférable de ne pas se déplacer. Si cela est pourtant indispensable, il convient de prendre avec soi, sur soi, des brins d'absinthe : on les tresse dans sa natte, on les loge sous son aisselle, etc. Les roussalki que l'on rencontre vous posent alors la question : « Absinthe ou persil ? » Si vous répondez : « Absinthe ! », les roussalki s'enfuient ; mais si vous répondez : « Persil ! », elles se jettent sur vous pour vous chatouiller à mort. L'ail, l'ortie ont aussi un effet apotropaïque. Enfin, les roussalki craignent l'orage et elles disparaissent au premier roulement de tonnerre fin juin.

### Interprétations
Si, pour Zélénine, elles sont les homologues féminines des morts de mort non naturelle (ou « mauvais » morts, équivalentes slaves des vampires et autres revenantes), pour Propp, qui tient compte de leur date d'apparition, elles sont les esprits des céréales, particulièrement du seigle, puisqu'elles surviennent dans les champs au moment de la floraison du seigle, elles sont des divinités agraires saisonnières. À ce titre, elles font partie de la religion agraire primitive des Slaves orientaux.
Selon Édouard Brasey, les roussalki étaient des naïades slaves qui vivaient dans les points d’eau ou dans la mer Noire. Il dit aussi que lorsqu’une jeune fille s’y noie, elle devient une de ces créatures « au teint pâle et aux yeux verdâtres, vêtues d’une robe de brume ».
Max Vasmer remarque que le mot roussalka remonte à « une fête du printemps païenne », « Trinité » dans plusieurs langues slaves (« festival des roses » en latin). Le mot pourrait remonter au grec ῥουσάλια (rhousália) (rosalia).

## Évocations artistiques

### Littérature
- La Petite Sirène d'Hans Christian Andersen.
- La Roussalka d'Alexandre Pouchkine.
- Rusalka, poème de Teofil Lenartowicz.
- La Rusalka d'Erin Bown
- Rusalka d'Orest Somov

### Bande dessinée
- Maria Surducan et Anna J.Benczédi, Naïade (lire en ligne)

### Peinture
- Roussalka, peinture d'Alexandra Nereïev
- Rusalki, série de peintures de Jacek Malczewski
- Rusalka, peinture de Nathalie Gontcharoff
- Roussalki, tableau d'Ivan Kramskoï

### Musique
- La Roussalka, opéra d'Alexandre Dargomyjski (1856).
- Rusalka, opéra d'Antonín Dvořák (1901).
- La Roussalka, opéra inachevé de Henri Duparc.

### Animation
- Roussalka, film d'animation réalisé par Alexandre Petrov en 1997

### Jeux vidéo
- C'est un boss dans Castlevania: Order of Ecclesia sur DS.
- Elles font partie intégrantes du second boss de Devil May Cry 4.
- Le nom du bateau de la dernière mission Call of Duty: Black Ops.
- On peut en rencontrer une dans le quatrième opus de la série Quest for Glory: Shadows of Darkness.
- Il s'agit d'un boss du jeu Bravely Default, de Square Enix sur la 3DS de Nintendo.